# Constantin von Monakow

Constantin von Monakow, um 1914

Constantin von Monakow – auch Konstantin Nikolajewitsch von Monakow – (* 4. November 1853 auf dem Gut Bobrezewo, Gouvernement Wologda; † 19. Oktober 1930 in Zürich) war ein russisch-schweizerischer Neurologe, Neuroanatom und Neuropathologe.

## Leben
Constantin von Monakow und sein Vater, tätig als Gutsbesitzer und Jurist, emigrierten 1863 aus politischen Gründen nach Dresden, wo Constantin zur Schule ging. 1866 übersiedelten sie ins Schweizerische Oberstrass, wo er 1868 eingebürgert wurde. Er absolvierte das Gymnasium und studierte von 1872 bis 1877 Medizin an der Universität Zürich. 1876 wurde er Hilfsassistent bei Eduard Hitzig an der psychiatrischen Klinik Burghölzli. Von 1878 bis 1885 arbeitete Monakow als Assistenzarzt an der Heilanstalt St. Pirminsberg, wo von seiner Ehefrau Mathilde (1854–1929), geborene Rudio, der gemeinsame Sohn Paul von Monakow geboren wurde. 1880 wurde er an der Universität Zürich promoviert.
1885 eröffnete von Monakow eine Praxis in Zürich. Er wurde als erster Mediziner in der Schweiz für Neurologie und Neuroanatomie habilitiert. Im folgenden Jahr eröffnete er mit eigenen Mitteln eine neurologische Poliklinik und ein hirnanatomisches Labor. 1894 ernannte ihn die Universität Zürich zum ausserordentlichen Professor. 1910 schenkte er seine Poliklinik und sein Labor dem Kanton Zürich, leitete beide aber bis 1927 weiter.

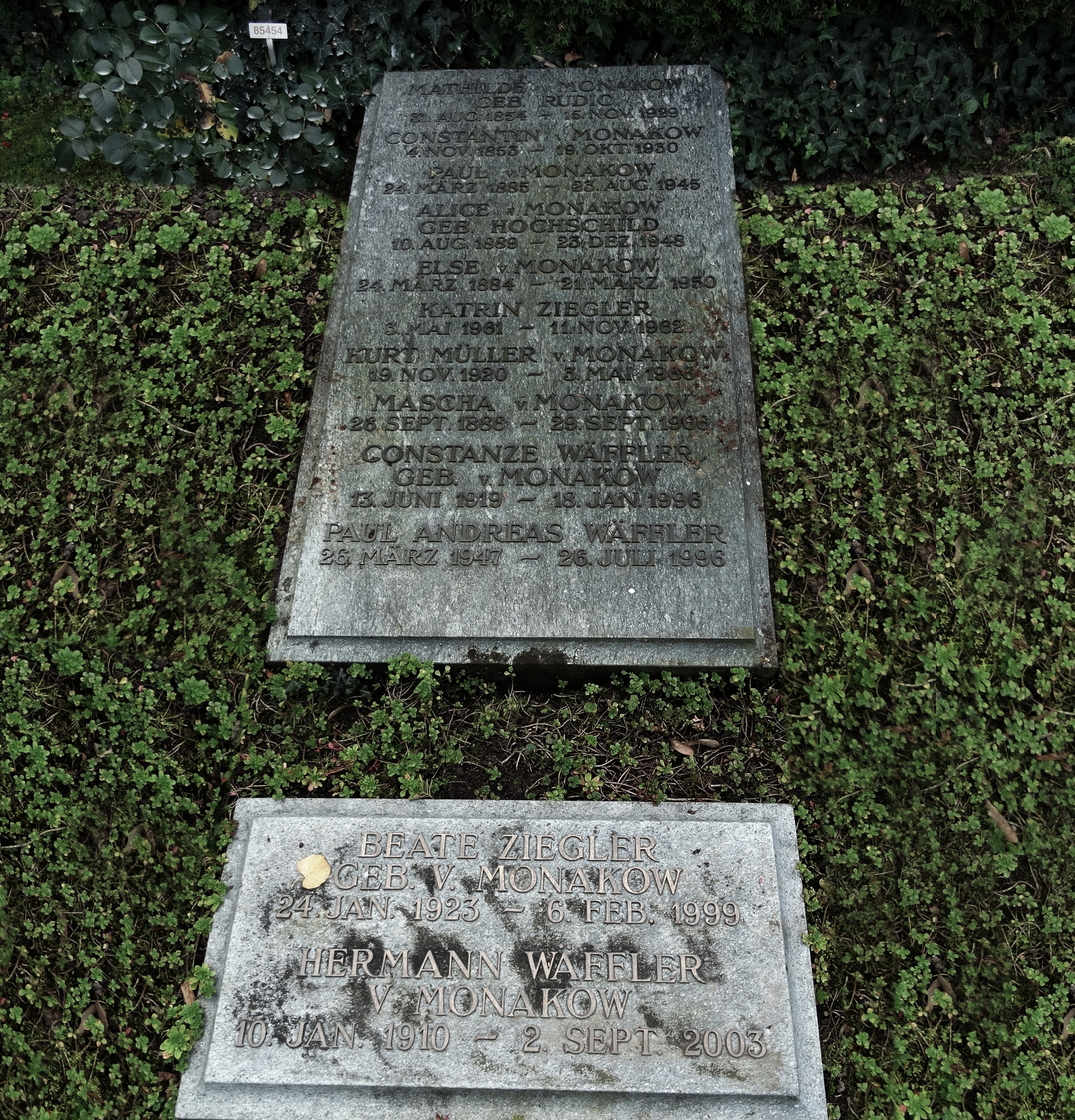
Grab, Friedhof Rehalp, Zürich

Seit 1920 war er auswärtiges Mitglied der Königlich Niederländischen Akademie der Wissenschaften.
1909 gründete er mit Paul Dubois die Schweizerische Neurologische Gesellschaft. 1917 gründete er das Schweizer Archiv für Neurologie und Psychiatrie, dessen Herausgeber er bis zu seinem Tode im Jahre 1930 war. Seine letzte Ruhestätte fand er auf dem Friedhof Rehalp in Zürich.
Monakow prägte den Begriff Diaschisis. Das Monakow-Bündel ist nach ihm benannt.

## Schriften (Auswahl)
- Beitrag zur Localisation von Hirnrindentumoren. In: Archiv für Psychiatrie und Nervenkrankheiten. Bd. 11, H. 3 (Oktober 1881), S. 613–635, doi:10.1007/BF01796317 (Dissertation, Universität Zürich, 1881).
- Gehirnpathologie. Hölder, Wien 1897; 2., gänzlich umgearbeitete und vermehrte Auflage 1905.
- Der rote Kern, die Haube und die Regio hypothalamica bei einigen Säugetieren und beim Menschen: Vergleichend-anatomische, normal-anatomische, experimentell- und patholologisch-anatomische Untersuchungen. Bergmann, Wiesbaden 1910.
- Über Lokalisation der Hirnfunktion. Bergmann, Wiesbaden 1910.
- Neue Gesichtspunkte in der Frage nach der Lokalisation im Grosshirn. Bergmann, Wiesbaden 1911.
- Aufbau und Lokalisation der Bewegungen beim Menschen. Bergmann, Wiesbaden 1911.
- Die Lokalisation im Grosshirn und der Abbau der Funktion durch kortikale Herde. Bergmann, Wiesbaden 1914.
- hrsg. mit Gennosuke Fuse: Mikroskopischer Atlas des menschlichen Gehirns. Orell Füssli, Zürich 1916.
- Gefühl, Gesittung und Gehirn. Bergmann, Wiesbaden 1916.
- mit Raoul Mourgue: Biologische Einführung in das Studium der Neurologie und Psychopathologie. Hippokrates, Stuttgart 1930.
- Gehirn und Gewissen: psychobiologische Aufsaetze (= Erkenntnis und Leben. Bd. 4). Mit einer biographischen Einfuehrung von Mieczyslaw Minkowski. Conzett und Huber, Zürich 1950.
- Vita mea – mein Leben. Hrsg. von Alfred W. Gubser und Erwin H. Ackerknecht. Huber, Bern 1970.